# Wilfrid Ward
Wilfrid Philip Ward (2 janvier 1856 - 1916) est un essayiste et biographe britannique. Ward et son ami le baron Friedrich von Hügel sont décrits comme "les deux principaux penseurs catholiques laïcs anglais de leur génération",.

## Biographie
Wilfrid Ward est né en 1856 à Old Hall, Ware, Hertfordshire, l'un des neuf enfants des convertis catholiques William George Ward et de sa femme Frances Wingfield Ward.
Il va d'abord au Downside College, puis au St. Edmund's College à Ware, Hertfordshire. Il obtient un BA de l'Université de Londres et fréquente ensuite le Catholic University College de Kensington. En 1877, Ward se rend au Collège anglais de Rome pour se préparer à la prêtrise et revient un an plus tard pour poursuivre ses études au Ushaw College, à Durham, en Angleterre. En 1881, peu de temps avant son ordination prévue, Ward y renonce et rejoint l'Inner Temple pour entreprendre une carrière en droit. Découragé par la suite, il devient alors écrivain. Il s'intéresse à l'apologétique et la théologie.
En 1885, Ward devient maître de conférences en philosophie à Ushaw. En 1887, il épouse Josephine Mary Hope-Scott; le couple vit sur l'île de Wight. Josephine Ward devient romancière. Ils ont cinq enfants. L'aînée, Mary Josephine "Maisie" épouse Frank Sheed (en) et fonde avec lui la maison d'édition Sheed and Ward.

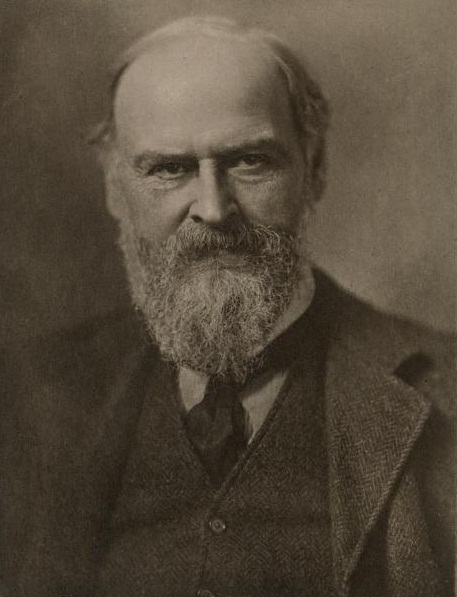
Wilfrid Ward, photographié par FS Clark, nd

En 1889, Ward publie une biographie de son père, William George Ward and the Oxford Movement . C'est un succès et il écrit alors William George Ward and the Catholic Revival,. Le cardinal Herbert Vaughan invite ensuite Ward à écrire une biographie du cardinal Nicholas Wiseman. Il écrit en 1912 une biographie en deux volumes de John Henry Newman.
En 1890, Ward est nommé examinateur en philosophie mentale et morale à l'Université royale d'Irlande. Il enseigne au Lowell Institute de Boston en 1914.
De 1906 à 1915, Ward dirige la Dublin Review. Au cours de son mandat, la revue publie des articles de G. K. Chesterton, Hilaire Belloc, Francis Thompson et d'autres écrivains bien connus. Ward croit fermement que les catholiques devaient être impliqués dans les affaires de la nation.
Il contribue aussi à des publications telles que l'Edinburgh Review, la Quarterly Review, la Contemporary Review. Wilfrid Ward est décédé en 1916.

## Travaux
- William George Ward and the Oxford Movement, Macmillan & Co., 1893 [1st Pub. 1889].
- William George Ward and the Catholic Revival, Macmillan & Co., 1893 [second edition 1912.
- Witnesses to the Unseen, and Other Essays Macmillan & Co., 1893.
- The Life and Times of Nicholas Wiseman, Longmans, Green & Co., 1897.
- Problems and Persons, Longmans, Green, and Co., 1903
- Aubrey de Vere: A Memoir, Longmans, Green & Co., 1904.
- Ten Personal Studies, Longmans, Green, and Co., 1908.
- Life of John Henry, Cardinal Newman, Based on his Private Journals and Correspondence, Longmans, Green, and Co., 1912.
- The Oxford Movement, T.C. & E.C. Jack, 1912.
- Men and Matters, Longmans, Green & Co., 1914.
- Last Lectures of Wilfrid Ward, Longmans, Green & Co., 1918